# Louis Surugue

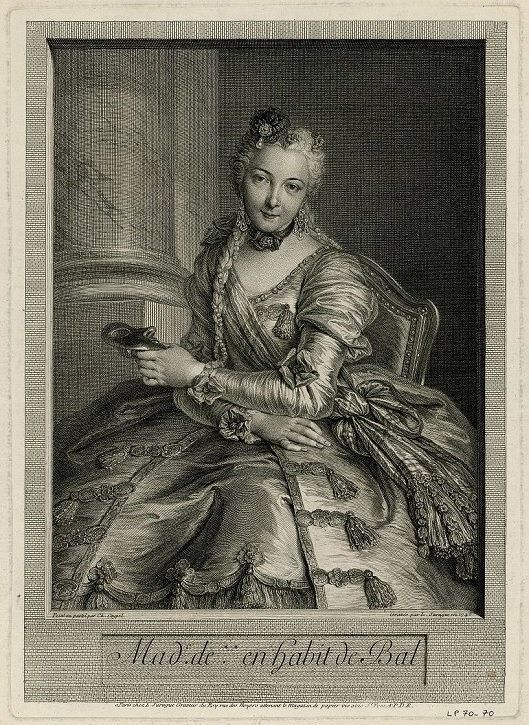
Retrato de Charlotte Gaucher de Mouchy, cuya identidad oculta con asteriscos se asoció erróneamente a Madame Pompadour. Ejemplar conservado en el Palacio de Versalles.

Louis Surugue o de Surgis (París, h. 1686-Grand-Vaux, cerca de Savigny-sur-Orge, 6 de octubre de 1762) fue un grabador e impresor francés de la época rococó. 

## Carrera
Estudió con Bernard Picart, a quien acompañó a los Países Bajos en 1710. Volvió a Francia en 1715, y se estableció como productor, estampador y comerciante de grabados. 
En 1730 fue aprobado por la Real Academia de Pintura y Escultura, donde conseguiría ingresar cinco años después tras presentar dos grabados: Retrato de Joseph Christophe (copia de un original de François-Hubert Drouais) y Retrato de Louis de Boullogne el joven (copia de A. Mathieu).
Surugue participó en las más célebres series de grabados del momento: Recueil Crozat (1729-42), Galerie Royale de Dresde (1753-57), Galerie de Versailles, Roman Comique de Paul Scarron (1729-39), Recueil Julienne...

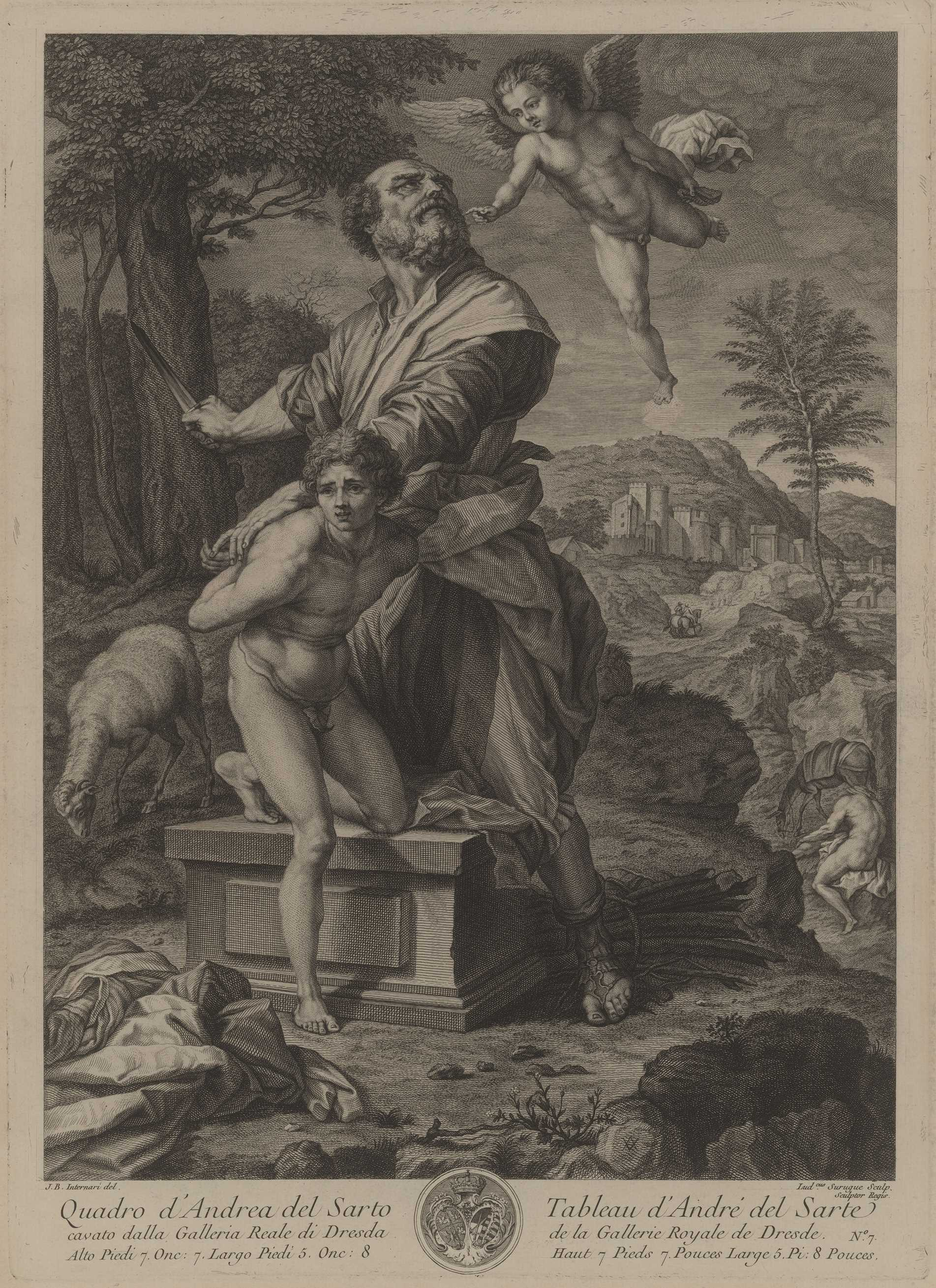
Grabado del cuadro El sacrificio de Isaac, de Andrea del Sarto, conservado en el Museo de Dresde.

Grabó tanto retratos como escenas de género, con un estilo cuidadoso y líneas muy precisas, por lo que fue muy demandado. Una de sus obras maestras es el retrato Madame de ** con vestido de baile, cuya inscripción oculta pícaramente el nombre con asteriscos. Es copia de un pastel del Charles-Antoine Coypel de 1746. Tradicionalmente esta efigie se asociaba con Madame Pompadour, y de hecho figura copiada en una biografía de ella publicada en 1766, pero investigaciones posteriores la identifican como Charlotte Gaucher, Madame de Mouchy. El Museo Británico de Londres, que posee un ejemplar, sigue tal hipótesis.
Surugue reunió una gran colección de estampas, que a su muerte pasaron a manos del grabador e impresor Pierre-François Basan, y que éste vendería años después.
Su hijo Pierre-Louis (1716-1772) fue también grabador.